# .ph
.ph ist die länderspezifische Top-Level-Domain (ccTLD) der Philippinen. Sie wurde am 14. September 1990 eingeführt und wird von der PH Domain Foundation mit Hauptsitz in Metro Manila verwaltet. Die Vergabestelle tritt öffentlich unter der Marke DotPH Direct auf.

## Geschichte
Im Jahr 2004 beanspruchte die Regierung der Philippinen die Kontrolle über die Top-Level-Domain, konnte sich aber nicht gegen die bestehende Vergabestelle durchsetzen. Daraufhin wurde 2005 beschlossen, dass DotPH nicht mehr gleichzeitig als Registry und Registrar auftreten darf – seitdem beschränkt sich die Vergabestelle auf erstere Funktion. Laut einer Untersuchung von McAfee aus dem Jahr 2008 gehört .ph nach .cn zu den gefährlichsten asiatischen Top-Level-Domains.
Insgesamt darf eine .ph-Domain zwischen drei und 63 Stellen lang sein und nur alphanumerische Zeichen beinhalten. Domains, die ausschließlich aus Zahlen bestehen, sind nicht möglich.